# Stoislaff (Adelsgeschlecht)

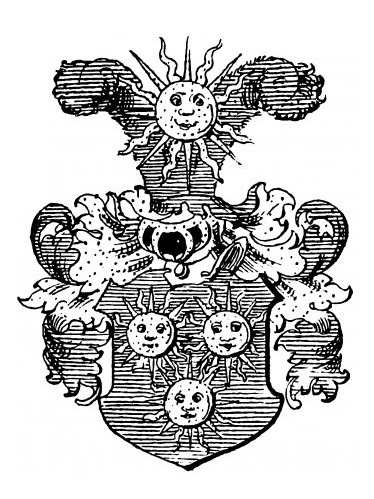
Wappen derer von Stoislaff; die Sonnen waren ursprünglich Löwenköpfe

Die von Stoislaff, auch Stoizlavitz, Stoysoff, Stoisloff, Stoisloft, Stoslav oder Stoysloff genannt, sind ein erloschenes Geschlecht des eingeborenen Uradels Mecklenburgs. Sie sind wendischer Herkunft und haben ihren Familiennamen aus dem Vornamen entwickelt.

## Geschichte
Die von Stoislaff waren Edelfreie wendischer Herkunft. Ihr umfangreicher Grundbesitz scheint im Raum um Rostock gelegen zu haben, wo sie zuerst urkundlich auftreten. Kein Mitglied des Geschlechts wird Ritter genannt, führte in Mecklenburg einen Titel oder Rang und hatte eine herausragende sozial gehobene Stellung inne. An der Unterzeichnung der Union der Stände in Rostock nehmen sie 1523 teil. Sie sind mit verschiedenen Familien stammesverwandt.
Ab 1330 war ihr Rittersitz in Pankelow. Am 20. August 1328 belehnt Fürst Heinrich von Mecklenburg Vicco von Smecker mit dem Dorf Pankelow. Da Arend (Arnoldus) Stoyslauus schon vor 1330 eine Tochter von Smecker heiratete, war Pankelow das Ehegut. 1327 sitzt der aus Rügen zurückgekommene Gotan von Stoizlaf auf Bussewitz und siegelte als Zeuge für Heinrich Sisik mit den drei Löwenköpfen.
1376 heiratete Nicolaus von Stoislaff Alheydis von Cröpelin, die Tochter des Ratsherren Arnold von Cröpelin, der von 1361 bis 1492 Bürgermeister in Rostock war. Von 1366 bis 1391 war Gotanus von Stoislaff auf Pankelow, der mit seinem Bruder Arnoldus die Stoislaffsche Vikarie in der Kirche zu Petschow stiftete. Das Patronat der Kirche hatten aber die dortigen von Preen.
Joachim von Stoislaff, von 1470 bis 1511 auf Pankelow, gibt 1511 dem Kloster Dobbertin 100 Mark für seine Tochter Anna, die dort Nonne ist. Im Rechnungsbuch des Klosters Dobbertin steht geschrieben: Item gaff Jochim Stoyslaff hundert mark vor syne dochter Anna. Ihr Bruder Claus stellt 1506 zwei Pferde gegen die Lübecker und gehörte 1523 zu den Unterzeichnern der Union der Stände in Rostock. Von 1522 bis 1612 war Christoff von Stoislaff auf Pankelow, Barse und Bussewitz und zuletzt als 90-Jähriger etwas wunderlich. 1569 und 1576 gab er während der Reformationsjahre dem Kloster Dobbertin Geld für seine beiden Töchter Anna und Elisabeth. Beide waren schon als Nonnen im Kloster und blieben dort bis zur Umwandlung in ein adliges Damenstift zur christlichen Auferziehung inländischer Jungfrauen 1572.
Christoffs Sohn Arend verkaufte 1619 Anteile von Pankelow und verpfändete Bussewitz. Mit Gottliebe von Below hatte er neun Kinder. Als der jüngste Sohn geboren wurde, war der Vater 73 Jahre alt und verstarb im folgenden Jahr.
In den letzten beiden Jahrhunderten nahmen die Stoislaff Beschäftigungen im Ausland auf, besonders in Militärdiensten. Von den 59 Männern des Geschlechts waren etwa sieben Offiziere, von denen fünf im Krieg blieben. Trotz ihrer ungünstigen wirtschaftlichen Lage konnte der größte Teil ihrer Töchter mit städtischen Geschlechtern von Rostocks und Güstrow, wie mit den ältesten Adelsfamilien des Landes von Clevenow und von Cröpelin, verheiratet werden. Drei Töchter wurden Nonnen im Kloster Dobbertin. Über 400 Jahre haben die von Stoislaff auf ihrem beschiedenen Rittersitz in Pankelow ausgehalten, dann sind sie mit Friedrich Christoph von Stoislaff 1750 erloschen.
Besitzungen
- 1327–1740 Bussewitz, 325 ha,
- 1330–1739 Pankelow, 371 ha,
- 1511–1609 Billenhagen, 500 ha,
- 1511–1619 Barse bei Laage, untergegangen.

Kirchlich gehörte der Hauptwohnsitz Pankelow des Geschlechts von Stoislaff zur Kirche in Petschow. Die Stoislaff haben zu keiner Zeit ein Patronatsrecht in Petschow besessen oder ausgeübt.

## Wappen
Im Wappenschild sind auf blauem Grund drei vor sich schauende, goldene Löwenhäupter zu sehen. Davon ist einer unten und zwei sind oberhalb. Im Helmzier befindet sich zwischen zwei Straußenfedern ein Löwenhaupt.
Während zuletzt und seit ziemlich langer Zeit die drei Schildfiguren in Sonnen bestehen, zeigt z. B. noch das Siegel des Gotanus Stoislaff von 1340 drei Löwenköpfe, die ja auch sonst in den Wappen mecklenburgischer und rügischer Adelsfamilien vorkommen und in ungekünstelter Darstellung eine Ähnlichkeit mit Sonnen haben, wie auch umgekehrt.

## Namensträger
- Janic (janeke) Stoisloft, 1218, 1219, Zeuge für Fürst Heinrich Borwin von Rostock,[12] für Bischof Brunward von Schwerin[13] und Fürst Nicolaus von Wenden.
- Arend (Arnoldus) Stoyslauus, 1300–1350, auf Pankelow, Vogtei Güstrow.
- Gotan, 1327–1340, kehrte aus Rügen zurück, 1327 auf Bussewitz.
- Gotanus von Stoislaff, 1366–1391, auf Pankelow mit Siegel, Stifter der Stoislaffsche Vikarie in der Kirche zu Petschow.
- Claus von Stoislaff, 1506–1523, auf Pankelow war Unterzeichner der Union der Stände 1523 in Rostock.
- Nicolaus von Stoisloff, 1644 kurbrandenburgischer Hofjunker[14]

### Gedruckte Quellen
- Mecklenburgisches Urkundenbuch (MUB)
- Mecklenburgische Jahrbücher (MJB)

### Ungedruckte Quellen
- Landeshauptarchiv Schwerin (LHAS)
  - LHAS 2.12-3/2 Klöster und Ritterorden, Dobbertin. Nr. 248 Verzeichnis der in Urkunden gefundenen Geschlechternamen sowie der Priorinnen und Klosterjungfrauen zu Dobbertin, 1491–1560.
  - LHAS 3.2-3/1 Landeskloster/Klosteramt Dobbertin. Nr. 242 Verzeichnis der Jungfrauen ab 1600.
  - LHAS 9.1-1 Reichskammergericht Prozeßakten 1495–1806, Nr. 976.
- Landeskirchliches Archiv Schwerin (LKAS)
  - LKAS, OKR Schwerin, Pfarrarchiv Petschow, Urkunden vom 27. Oktober 1366 zur Stiftung einer Vikarei zu Petschow durch die Brüder derer von Stoislef.